# Пулавский, Зигмунд
Зигмунд Пулавский (пол. Zygmunt Puławski); (24 октября 1901, Люблин ― 21 марта 1931) ― польский авиаконструктор и лётчик. Изобрел крыло типа «чайка», также называемое «крыло Пулавского», а также сконструировал ряд истребителей, которые выпускались на предприятии PZL.

## Биография
Родился в Люблине. Летом 1920 года, во время наступления советских войск, Пулавский пошёл добровольцем в батальон харцеров.
В конце 1920-х годов продолжил обучение в Варшавском политехническом университете, где проявил себя прилежным и способным учеником. Был членом студенческого клуба механиков, входя в его авиационное звено. Тогда же он построил несколько планеров. В 1925 году он окончил университет, получив звание инженера, после чего уехал проходить практику в Бреге, что во Франции.
После своего возвращения, служил в польской армии, окончив Военное лётное училище в Быдгоще и став летчиком. В 1927 году стал главным конструктором Центрального авиационного цеха (CWL) в Варшаве, который вскоре был реорганизован в PZL (Państwowe Zakłady Lotnicze ― Государственный авиационный завод).
По заказу Министерства обороны в 1928 году Пулавский разработал современный цельнометаллический истребитель-высокоплан с однорядным двигателем, PZL P.1. Для него же он изобрёл крыло типа «чайка», которое давало пилоту отличный обзор из кабины. P.1 был выпущен в 1929 году и был встречен с большим интересом в мире. Крыло типа «чайка» стало также известно как «крыло Пулавского» или «польское крыло», а затем было скопировано в ряде других образцов в мире. P.1 не был введён в массовое производство, поскольку от него отказались в пользу других конструкций Пулавского со звёздообразным двигателем, предпочтение которым выказывало руководство ВВС Польши. Усовершенствованной версией P.1 был PZL P.6 с радиальным двигателем, впервые выпущенный в 1930 году. Болеслав Орлинский, летая на нём, выиграл Национальные воздушные гонки в США. P.6 в своё время был признан некоторыми военными печатными изданиями лучшим истребителем в мире. Его улучшенный вариант, PZL P.7 уже был принят на вооружение ВВС Польши (было произведено 150 самолётов). В начале 1931 года Пулавский разработал ещё один истребитель, PZL P.8, возвращаясь к своим любимым однорядным двигателям. В 1930 году ему также предложили начать работы по усовершенствованию P.7, с более мощным двигателем. Тогда же он начал проектные работы над PZL P.11.
Пулавский летал на самолётах Варшавского аэроклуба. Он погиб 21 марта 1931 года в результате крушения его новейшей летающей лодки-амфибии PZL.L.12 рядом с Варшавой в возрасте 29 лет. После его смерти проект PZL P.11 был закончен Всеволодом Якимуком. P.11 был основным польским истребителем во время Вторжения в Польшу в 1939 году. Кроме того, более скоростная модель PZL P.24, была полностью основана на разработках Пулавского и поставлялась в различные страны.
Пулавский был одним из самых талантливых польских конструкторов. Отчасти из-за его смерти, истребители Пулавского, бывшими самыми современными в начале 1930-х годов, не были заменены до 1939 года, когда они уже полностью устарели.

## Список конструкций Пулавского
| Наименование: | Описание:                                                      |
| PZL P.1       | Прототип истребителя, 1 двигатель, высокоплан                  |
| PZL P.2       | Проект истребителя, 1 двигатель высокое крыло, не был построен |
| PZL P.6       | Прототип истребителя, 1 двигатель, высокоплан                  |
| PZL P.7       | Истребитель, 1 двигатель, высокоплан                           |
| PZL P.8       | Прототип истребителя, 1 двигатель, высокоплан                  |
| PZL P.9       | Проект истребителя, 1 двигатель, высокоплан, не был построен   |
| PZL P.10      | Проект истребителя, 1 двигатель, высокоплан                    |
| PZL P.11      | Истребитель, 1 двигатель, высокоплан                           |
| PZL.12        | Летающая лодка-амфибия, 1 двигатель, высокоплан                |